# Alfonso Novo i Belenguer
Alfonso Novo Belenguer (València, 21 d'abril de 1959) és un polític valencià membre d'Unió Valenciana (UV) i posteriorment del Partit Popular de la Comunitat Valenciana (PP).
Fou eurodiputat des de 1996 a 1998 dins de la Coalició Nacionalista com a representant d'UV i després regidor de l'Ajuntament de València de 1999 a 2019 pel PP. Novo s'incorpora al PP a les eleccions municipals de 1999 per unir-se a l'equip de l'alcaldessa Rita Barberà i Nolla. Va renovar l'acta de regidor a les successives eleccions i desenvolupant diverses tasques als governs municipals. Ha estat Regidor Delegat de Disciplina Urbanística i Activitats, Bombers i Protecció Civil de l'Ajuntament de València (1999-2003), Regidor Delegat de Circulació, Transports i Infraestructures del Transport, President de l'Empresa Municipal de Transports EMT (2003-2007), Tinent d'Alcalde i Delegat de Circulació, Transports i Infraestructures del Transport, Patrimoni i Gestió Patrimonial (2007-2012), Tinent d'Alcalde, Regidor d'Urbanisme, Habitatge i ordenació Urbana (2012-2015) i Primer Tinent d'Alcalde fins a juny de 2015.
Després de la derrota a les eleccions municipals de 2015 va passar a formar part de l'oposició dins del grup municipal popular. El gener de 2016 Novo va ser suspés de militància de forma provisional per la seua imputació juntament amb altres càrrecs dels governs de Barberà en el cas IMELSA. Tot i les pressions de la direcció regional del partit amb Isabel Bonig al capdavant per tal que abandonara l'escó, Novo es va mantindre com a regidor fins a les eleccions de 2019. Al desembre del 2021 l'Audiència de València arxivava el cas en una interlocutòria polèmica.
Amb el retorn del PP al govern de la Generalitat Valenciana després de les eleccions a les Corts Valencianes de 2023 amb Carlos Mazón com a nou lider i president del Consell, Novo va ser nomenat director gerent de Ferrocarrils de la Generalitat Valenciana.